# لوبيرا دي أونسيا
بلدية لوبيرا دي أونسيا (بالإسبانية: Lobera de Onsella) هي بلدية تقع في مقاطعة سرقسطة التابعة لمنطقة أراغون شمال شرق إسبانيا.

## الديموغرافيا
بلغ عدد سكان بلدية لوبيرا دي أونسيا 54 نسمة عام 2011 (وفقاً للمعهد الوطني الإسباني للإحصاء).
| 66 | 57 | 56 | 62 | 59 | 49 | 54 |